# Oleśnica zielonogłowa
Oleśnica zielonogłowa (Lebia chlorocephala) – gatunek małego chrząszcza z rodziny biegaczowatych i podrodziny Harpalinae, zaliczany do podrodzaju Lamparias.
Występuje w całej Europie, od Morza Śródziemnego na południu do Wysp Brytyjskich i południowych prowincji Fennoskandii. Stwierdzony także w zachodniej Syberii i na Kaukazie. W Polsce znany z wielu stanowisk, na ogół jednak spotykany rzadko i pojedynczo. 
Osiąga od 6 do 8 mm długości. Jej pokrywy skrzydłowe oraz głowa są ciemnozielone, a przedplecze i kończyny są koloru pomarańczowego. Preferuje podmokłe łąki i pola oraz obrzeża lasów liściastych rosnących na ziemiach glinianych. Prowadzi skryty tryb życia ukrywając się pod kamieniami i między korzeniami traw. Larwy są ektopasożytami stadiów przedimaginalnych chrząszczy z rodziny stonkowatych.